# PMID
PMID (PubMed Identifikator) je jedinstveni broj dodeljen svakoj PubMed citaciji u oblasti prirodnih nauka, i svakom biomedicinskom artiklu objavljenom u naučnim žurnalima. Srodna PubMed Centralna arhiva može dodatno dodeliti drugi broj, PMCID (PubMed Centralni Identifikator), koji se normalno piše sa PMC prefiksom.
2005. godine je bilo između 15 i 16 miliona PMID brojeva u upotrebi, počevši od broja 1, i oko 1 milion novih brojeva se dodaje svake godine. Jedinstveni identifikator (UID) je oznaka polja za pretragu u PubMed upitima za pretragu. Koristeći PMID kao pretražni argument (sa ili bez [UID] oznake), PubMed će prikazati relevantni apstrakt. Na primer, da bi se locirala informacija of ovom artiklu: 
Chobanian AV; Bakris GL; Black HR;  . (2003). „The Seventh Report of the Joint National Committee on Prevention, Detection, Evaluation, and Treatment of High Blood Pressure: the JNC 7 report”. JAMA. 289 (19): 2560—72. PMID 12748199. doi:10.1001/jama.289.19.2560.
potrebno je otići na http://www.ncbi.nlm.nih.gov/entrez/query.fcgi?db=PubMed i uneti broj 12748199.
PMID identifikatori se mogu koristiti i u nekim drugim bazama podataka, kao što je Entrez koji je dostupan sa sajta http://www.ncbi.nlm.nih.gov/sites/entrez.

## Literatura
1. ↑  „Search Field Descriptions and Tags”. National Center for Biotechnology Information. Приступљено 27. 11. 2008.
2. ↑  Makar AB, McMartin KE, Palese M, Tephly TR (1975). „Formate assay in body fluids: application in methanol poisoning”. Biochemical Medicine. 13 (2): 117—26. PMID 1. doi:10.1016/0006-2944(75)90147-7.

## Spoljašnje veze
- PubMed
- pmid.us